# Gianni Proia
Gianni Proia (Roma, 1921) è un regista, sceneggiatore e produttore cinematografico italiano.

## Biografia
È conosciuto soprattutto per aver preso parte alla realizzazione di alcuni Mondo movie. Debuttò nel cinema a quarant'anni, nel 1961, dirigendo la seconda unità nel film America di notte. Nello stesso anno intraprese la sua prima produzione con la pellicola Il mondo di notte, che ebbe un discreto successo. Un anno dopo ne girò il seguito Il mondo di notte numero 2 e nel 1964 il terzo capitolo Il mondo di notte n° 3. Nel 1969 girò Realtà romanzesca. Nel 1976 girò Mondo di notte oggi e concluse la sua carriera nel 1981 con il film Siamo fatti così: Aiuto!, anche noto come Mondo di notte IV.

## Filmografia

### Produttore
- Il mondo di notte, regia di Luigi Vanzi (1960)
- Le avventure di Barbapapà (1973)

### Regista
- Il mondo di notte numero 2 (1961)
- Il mondo di notte n° 3 (1963)
- Realtà romanzesca (1969) (anche sceneggiatura)
- Mondo di notte oggi (1976)
- Siamo fatti così: Aiuto! (1981)